# 崑崙岰古道
崑崙岰古道為一條位於臺灣南部的古道，原為排灣族與卑南族部落的傳統貿易路線。在臺灣清治時期末期，於1874年被開闢為正式道路，是福建海防大臣沈葆禎開山撫番政策中最早完成的一條撫番道路。古道總長約105公里，路線起自高雄市鳳山，經屏東縣來義翻越中央山脈，至臺東縣金崙，橫跨海拔高度約在200公尺到2068公尺之間。

## 古道沿革
崑崙坳古道最早是居住於臺灣西南部原住民族排灣族古樓社、來義社與東部排灣族、卑南族聯姻的山徑，也是過去排灣族古樓社族人在山中打獵、採集藥材，送至臺東與其他部落進行交易，換一些民生用品、鹽巴、衣服等物資的商業道路，當時原住民族人將此道路稱之為 Rinipungan，而舊古樓社的頭目家系之一曾經沿著這條山徑，遷徙至東部的臺東縣達仁鄉土板村。

### 清治時期
在臺灣清治時期，清同治十年（1871年），當時的鳳山縣南側發生八瑤灣事件，事件第三年，清同治十三年（1874年）日本派兵討伐牡丹社原住民，是為牡丹社事件，清廷賠款50萬兩讓日本撤軍而結束該事件。爾後清廷開始積極治臺，負責處理牡丹社事件的福建海防大臣沈葆禎，擬訂開山撫番政策。利用清軍的力量，分北、中、南三路進行山區開路。其中南路部分由擔任海防同知的袁聞坼負責開通。
袁聞坼為開通此路，特地前往臺東縱谷進行考察，雖然，當時袁聞坼認為最佳的方案是從西部向東部打通，然而因當時居於東部的原住民族卑南族與排灣族與西部的排灣族之間有姻親關係故積極配合道路的開通，因此袁聞坼最終選擇由原住民協助來開通此路。
同治十三年（1874年）7月，袁聞坼從赤山開路，8月由赤山開路至雙溪口，9月開路並進紮至崑崙坳，10月開路並進紮至諸也葛社，11月開路抵達臺東縱谷，道路工程全線完工。起點由鳳山郡城（今高雄市鳳山區）經中央山脈至終點卑南覓（今臺東縣），全長約105公里，路寬約6公尺。由於該路的工程比中路的八通關古道要早一年動工，也是北、中、南三路中最早完工的撫番道路，故南路是臺灣名副其實最早的撫番道路，當時該條道路稱之為赤山卑南道。

### 日治時期
甲午戰爭清廷戰敗後，臺灣割讓給日本進入日治時期，當時日本人接管清廷修築的南路，重新修築成能夠運送砲車的戰備通道與理番道路並以道路起點排灣族古樓社音譯而命名為崑崙坳古道。

### 中華民國時期
戰後，中華民國國民政府接收臺灣後崑崙坳古道便廢棄使用，僅將古道西段改為現今的來義林道，其餘來義至金崙約40多公里的山區路段，除了少數當年清兵駐紮營盤的路段外，原本 6 公尺寬的道路和上下陡坡舖設的石階，已湮沒於樹叢林間並未加以維護。
臺灣省政府曾計畫興建國道5號南橫高速公路時穿越此處的山脈，然而現今環保意識抬頭以及大武山自然保留區的設置，目前已擱置貫通隧道之計畫。

## 路線
鳳山縣治（今高雄市鳳山區）－赤山－雙溪口－內社（排灣族來義社）－崑崙坳（排灣族古樓社）－大石巖－依丁山－順大里力山－諸也葛社－虷仔崙（金崙村）－到卑南覓（今臺東縣）

## 周遭景點
- 鳳山縣城
- 金崙溫泉

## 資料來源
1. 1 2 3 4  王一婷. . 遠足文化. 2002. ISBN 9868015421.
2. 1 2  .   [2015-05-29]. （原始内容存档于2004-09-11）.
3. 1 2  .   [2015-05-29]. （原始内容存档于2016-03-04）.
4. ↑  .   [2015-05-29]. （原始内容存档于2016-03-04）.
5. ↑  .   [2015-05-29]. （原始内容存档于2016-03-04）.
6. ↑  劉峻谷. . 聯合報. 2002-09-06.
7. ↑  .   [2015-05-29]. （原始内容存档于2016-03-04）.